# Викторияс Сикрет
„Викторияс Сикрет“ (на английски: Victoria's Secret) е американска марка за облекло. Компанията притежава стотици магазини за търговия на дребно. За останалата част от света – най-големият онлайн магазин за бельо е с голям диапазон. Седалището ѝ е в САЩ.

## История
„Викторияс Сикрет“ е основана на 12 юни 1977 г. в Сан Франциско от Рой Реймънд и съпругата му Гей. Осем години по-рано на Реймънд му било неудобно да купува дамско бельо от универсалните магазини. В интервю за Нюзуик споделя, че се е чувствал като „неканен гост“, заставайки пред щандове с хавлиени халати и грозни нощници с флорални мотиви.
През 1970-те и 1980-те повечето американки пазаруват семпли и практични модели в опаковки по три и оставят по-шикозните модели за специални случаи като меден месец. Дантелените прашки и повдигащите сутиени са рядко срещани до шалове тип „боа“ и ексцентрични пиратски костюми в специализирани магазини.
Реймънд проучва пазара на бельо в продължение на осем години, преди да вземе заем от 40 000 долара от родителите си и отделно още 40 000 долара чрез банков заем, с които създава „Викторияс Сикрет“.
Първият магазин на компанията е в мол в Пало Алто.